# Ì
Das Ì (kleingeschrieben ì) ist ein Buchstabe des lateinischen Schriftsystems, bestehend aus einem I mit Gravis, der bei dem Kleinbuchstaben den i-Punkt ersetzt.
In der italienischen Sprache wird das Ì benutzt, wenn die Silbe, in der es vorkommt, betont ist, ansonsten wird die Aussprache nicht verändert. Im Schottisch-gälischen steht das Ì für ein langes I - /iː/. Ferner wird der Buchstabe im Vietnamesischen für den Buchstaben I im zweiten (fallenden) Ton verwendet.
In ISO 9 ist das Ì die Transliteration des ukrainischen Buchstabens І.

## Darstellung auf dem Computer
Unicode enthält das Ì an den Codepunkten U+00CC (Großbuchstabe) und U+00EC (Kleinbuchstabe). Dieselben Stellen belegt es in ISO 8859-1.
In HTML gibt es die benannten Zeichen &Igrave; für das große Ì und &igrave; für das kleine ì.
In TeX kann man mit \`I bzw. \`i das I mit Gravis bilden.